# 嚴立婷
嚴立婷（1981年12月24日—），台灣女演員、電視節目主持人。新光三越美少女冠軍，曾參演過多部戲劇，近年靠著參加台灣談話性綜藝節目，以其率直的性格獲得許多觀眾的喜愛。和籃球國手張智峰育有一子一女。

## 家庭
2010年6月結婚，丈夫為台灣籃球運動員張智峰。兩人育有一子一女。

## 演出作品

### 電視劇
| 年 份  | 播出頻道   | 劇 名              | 飾 演    |
| 2007年 | 三立台灣台 | 《天下第一味》     | 廖淑君   |
| 2007年 | 台視       | 《神機妙算劉伯溫》 | 雲丹檀雪 |
| 2008年 | 大愛       | 《蕭醫師週記》     | 小雅     |
| 2008年 | 中視       | 《籃球火》         | 年輕鐵蘭 |
| 2008年 | 三立台灣台 | 《真情滿天下》     | 張淑娟   |
| 2009年 | 中視       | 《閃亮的日子》     | 秀梅     |
| 2009年 | 大愛       | 《有你真好》       | 孟璇     |
| 2010年 | 大愛       | 《路邊董事長》     | 美英     |

### MV
- 2008年 卓義峰《販賣溫柔》

## 主持作品
| 年 度                        | 播出頻道       | 節 目              | 備 註                              |
| 2014年9月22日-2018年5月10日  | 衛視中文台     | 《一袋女王》       | 搭檔曾國城2018年被告知不需要再錄影 |
| 2018年11月14日-2019年3月20日 | ETtoday餓勢力  | 《拜託了便利商店》 | 搭檔黃小愛和主廚Fred               |
| 2021年7月14日-2021年9月13日  | 東森綜合台     | 《今晚開讚吧》     | 代班主持，搭檔羅時豐               |
| 2021年9月12日-2022年         | 東森財經新聞台 | 《57健康同學會》   | 搭檔廖慶學                         |
| 2022年9月2日至今             | 東森綜合台     | 《醫師好辣》       | 搭檔徐乃麟                         |
| 2024年10月2日至今            | 民視無線台     | 《姊妹亮起來》     | 搭檔梁赫群                         |

## 出版作品

### 書籍
| 年 份  | 書 名                  | 出版社                   | ISBN               |
| 2016年 | 《嚴立婷韓國購購GO！》 | 帕斯頓數位多媒體有限公司 | ISBN 9789869304597 |
| 2020年 | 《控制狂媽媽》         | 時報出版                 | ISBN 9789571364551 |